# Подільський цемент
Публічне акціонерне товариство «Подільський цемент» — цементний завод, розташований поблизу міста Кам'янець-Подільський.
Підприємство знаходиться на відстані близько 8 км на північ від міста Кам'янець-Подільський, неподалік від села Гуменці і лежить у межах національного природного парку «Подільські Товтри».
Власником більш як 90 % акцій ПАТ «Подільський Цемент» є ірландська група CRH plc.

## Історія
Будівництво Кам'янець-Подільського цементного заводу (зараз ПАТ «Подільський Цемент», ПФТС: PCEM) розпочалось у 1966 році.
Перша продукція була випущена в 1970, коли було запущено в експлуатацію першу технологічну лінію, потужністю 600 000 тонн цементу на рік для забезпечення потреб ринку в основному центральної частини України (Київська, Вінницька та Черкаська обл.), де дефіцит цементу становив приблизно 2 млн тонн в рік.
30 серпня 1971 була здана в експлуатацію друга технологічна лінія, а 19 липня 1972 колектив відвантажив мільйонну з початку експлуатації тонну цементу. 30 серпня 1972 та 25 серпня 1973 були здані в експлуатацію відповідно третя та четверта технологічні лінії. Потужність заводу досягла 2,4 млн тон цементу на рік, запрацювало шість мокрих цементних печей. Подачу сировини з кар'єрів на завод було оптимізовано. На заміну традиційному перевезенню автомобільним транспортом вапняк почали подавати конвеєрним транспортером, глину — шламопроводом (мокрий спосіб виробництва цементу), що значно ефективніше та безпечніше..
У 1972 було вирішено розширити завод до шести технологічних ліній і збільшити його потужності з 2,4 млн до 3,7 млн тонн цементу за рік. Будівельно-монтажні роботи 1974—1975 дали змогу здати в експлуатацію п'яту та шосту технологічні лінії. У серпні 1976 було відвантажено 10-мільйонну з початку експлуатації тонну цементу. 13 січня 1978 здано комплекс об'єктів, які полегшили освоєння проектної потужності.
У 1988 завод випустив 3 786 000 тонн цементу. Це був рекордний випуск.
В 1990-х підприємство пережило стрімкий спад економіки України.

## Сучасність
У травні 1999 ПАТ «Подільський цемент» увійшло до складу міжнародної компанії з виробництва будівельних матеріалів CRH. В цей час на підприємстві працювало чотири мокрі цементні печі.
В 2008—2011 підприємство було повністю модернізоване. У 2011 CRH plc ввела в експлуатацію сучасну лінію виробництва цементу екологічно-безпечним сухим методом, потужністю 2,2 млн тонн клінкеру в рік. Вартість інвестиції склала понад 300 млн євро.
Сьогодні підприємство є одним із найпотужніших виробників цементу у Європі. Це перший цементний завод в Україні, який приєднався до Кіотського протоколу в рамках Проекту спільного впровадження ООН.
Цемент підприємства використовувався при спорудженні Запорізької і Хмельницької АЕС, Дністровського каскаду ГЕС, об'єкту «Саркофаг» Чорнобильської АЕС, Київського метрополітену та
інших відповідальних об'єктів державного значення.

## Соціальна інфраструктура
У 1969 році почалося будівництво селища, яке сформувалося завдяки цементному заводу. Саме цементний завод на початку 1976 збудував 6 багатоповерхових житлових будинків для своїх працівників. У 1989 році було збудовано вже 11 житлових будинків, три гуртожитки. Основні об'єкти: ЗОШ № 6 (будівництво розпочато в березні 1975, відкрито 1 вересня 1976), міська поліклініка № 2 (відкрито 10 серпня 1976), дитсадок № 22 (відкрито в грудні 1972). 17 грудня 1998 року на баланс комунальної власності міста прийнято житлові будинки, зовнішні інженерні мережі й об'єкти селища від ПАТ «Подільський цемент».

## Люди
З 20 грудня 2017 року головою правління ПАТ «Подільський цемент» призначений Кевін Маккеон. Він замінив Святослава Козленка, який працював на цій посаді 3,5 роки.